# Un derecho de nacimiento
«Un derecho de nacimiento» es una canción compuesta en 2012 por la cantautora mexicana Natalia Lafourcade para el colectivo llamado #MúsicosconYoSoy132 inspirado en el movimiento estudiantil-ciudadano #YoSoy132 o también llamado «Primavera Mexicana». La canción es un himno para el movimiento.

## Antecedentes y lanzamiento
Después de las manifestaciones y movilizaciones de los estudiantes en la Ciudad de México y otras partes de la república mexicana, #MúsicosconYoSoy132 al cual pertenece Natalia Lafourcade decide componer una canción que apoya al movimiento #YoSoy132.
El 16 de julio de 2012, en el «Concierto #MúsicosconYoSoy132» que tuvo presencia en el Zócalo de Ciudad de México, Natalia Lafourcade toca acompañada solamente de su ukulele presentando la canción por primera vez. Con ayuda de su disquera Sony Music México, graba el tema junto con varios artistas como: Carla Morrison, Julieta Venegas, Alan Ortiz, Pambo, Madame Récamier, Manuel Torreblanca entre otros músicos.

## Promoción
La canción fue lanzada el 26 de julio de 2012, por medio de la red social de audio en línea SoundCloud para descargar de manera gratuita, con un total de 29.126 descargas y 64.474 reproducciones hasta el momento. Tanto la canción como el video han sido difundidos por redes sociales como Facebook y Twitter con el hashtag "#UnDerechodeNacimiento" y en las cuentas oficiales de los artistas del colectivo.

### Video musical
El video fue dirigido por Light & Noise: Julio Muñoz, Bernardo Mancebo, Manolin Ávila, Óscar Rubio, Carlos González. Se lanzó el 27 de junio de 2012. El video fue grabado en el Monumento a la Revolución en Ciudad de México. Fue grabado en un solo día. El video cuenta con una versión en vivo de la canción grabada en el momento de la filmación. A diferencia de la versión de la canción no cuenta con la colaboración de Julieta Venegas.
Los artistas participantes en el video son: Natalia Lafourcade, Alan Ortiz —vocalista de Vicente Gayo—, Carla Morrison, Madame Récamier, Pambo, Manuel Torreblanca y Carmen Ruíz —de Torreblanca—, Marian Ruzzi —músico de Julieta Venegas—, Dan Zlotnik, Sol Pereyra, Paola Beck, Andrea Acosta, Adriana Medina, Verónica Ortiz, Gustavo Guerrero y Uriel Herrera —músicos de Natalia Lafourcade—.
El video comienza con un mensaje sobre la creación de la canción, la situación que hay en México y el apoyo al movimiento. 
Se escucha a Natalia Lafourcade diciendo: «Ya, esta es la buena». Empieza a tocar con su ukulele, a cantar en vivo y caminar, se aleja la toma y se ve a todos los músicos, continúa Alan Ortiz cantando y se nota en el fondo a pies del monumento el número «132», en el coro todos cantan. Luego vuelve Lafourcade a cantar y le sigue Madame Récamier y Carla Morrison, la toma es de todos los cantantes que se encuentran en círculo, se acerca a Pambo y Juan Manuel Torreblanca, en el fondo se ve propaganda del candidato del PRI a la presidencia de la república, al final en el coro todos cantan de nuevo y termina con un mensaje en donde poder descargar la canción y con el hashtag «#UnDerechodeNacimiento».

## Relanzamiento
La canción fue relanzada por su autora en 2018 en el álbum Musas (un homenaje al folclore latinoamericano en manos de Los Macorinos, vol. 2) con nuevos arreglos musicales, esta vez sin acompañamientos de otras voces.

## Intérpretes
La canción ha sido interpretada por distintos artistas, entre ellos destacan:
- Natalia Lafourcade (compositora) para el álbum Musas vol. 2 de 2018.
- Eugenia León, Cecilia Toussaint y Guillermo Briseño para el álbum Ciudadana de Mundo vol. 2 de 2013.
- Banda Filarmónica del CECAM para el álbum Xëëw de 2014.